# Timothy Beck
Timothy Beck (* 1. Februar 1977 in Assen) ist ein niederländischer Sprinter und Bobfahrer.

## Sportliche Erfolge
Gemeinsam mit Patrick van Balkom, Troy Douglas und Caimin Douglas gewann er in 38,87 s die Bronzemedaille in der 4-mal-100-Meter-Staffel bei den Leichtathletik-Weltmeisterschaften 2003 hinter den Teams der USA und Brasiliens.
Bei den Olympischen Sommerspielen 2004 schied die in gleicher Besetzung antretende niederländische Staffel wegen eines Wechselfehlers im Vorlauf aus.
2003 wurde Beck nationaler Hallenmeister im 60-Meter-Lauf.

## Besonderheit
Beck nahm als Bobfahrer an den Olympischen Winterspielen 2002 in Salt Lake City teil, wo er im Viererbob Rang 17 belegte.

## Bestzeiten
- 60-Meter-Lauf – 6,71 s (2004)
- 100-Meter-Lauf – 10,43 s (2004)
- 200-Meter-Lauf – 21,54 s (2003)

## Sonstiges
Bei einer Körpergröße von 1,84 m betrug sein Wettkampfgewicht als Sprinter 80 kg.